# Hypena semlikiensis
Hypena semlikiensis är en fjärilsart som beskrevs av Louis Beethoven Prout 1921. Hypena semlikiensis ingår i släktet Hypena och familjen nattflyn. Inga underarter finns listade i Catalogue of Life.